# 2008年北京オリンピックのサモア選手団
2008年北京オリンピックのサモア選手団（2008ねんペキンオリンピックのサモアせんしゅだん）は、2008年8月8日から8月24日にかけて中国の北京を主として開催された2008年北京オリンピックのサモア選手団、およびその競技結果。

## 概要
今大会は銀メダル1個を獲得した。
ウエイトリフティング女子75kg超級でエレ・オペロゲが銀メダルを獲得し、サモアにオリンピック初めてのメダルをもたらした。 

## メダル
| メダル | 選手名         | 競技                 | 種目         |
| ------ | -------------- | -------------------- | ------------ |
| 銀     | エレ・オペロゲ | ウエイトリフティング | 女子75kg超級 |